# Llar d'infants
Una llar d'Infants, escola bressol o escoleta és un establiment educatiu, de gestió pública o privada, que forma nens d'entre 0 i 3 anys. Els encarregats de supervisar els menors són professionals en l'àrea de l'educació infantil o educació preescolar, i la seva feina consisteix no només a supervisar els infants i proveir-los de les seves necessitats bàsiques, sinó també a educar-los d'una manera lúdica a través del joc.
El terme «preescolar» es considera inadequat pels especialistes, ja que no és una educació que prepara per a l'etapa escolar, sinó que és un nivell educatiu amb característiques pròpies, ensenyaments que preparen al nen per a la vida, i no un preparatori per a escola primària. Per això és que moltes institucions decideixen denominar-la com a educació inicial.
Aquesta institució té i ha tingut altres diverses formes de ser denominada segons el país, el sistema educatiu vigent o l'edat concreta del nen, com són educació inicial, educació kínder, educació infantil primerenca, escola infantil, guarderia, jardí d'infància, jardí infantil, parvulari, kínder, kindergarten, jardí d'infants, jardí maternal, etc.; això depèn de com s'estableixi a cada país.
L'edat dels nens compresa és entre els 0 als 6 anys. Aquestes edats es divideixen en dos cicles: primer cicle, comprès entre els 0 i 3 anys; i un segon cicle, que va dels 3 i els 6 anys d'edat. Aquests aprenen la forma de comunicar-se, jugar i interactuar amb els altres apropiadament. Un mestre o mestra els ofereix diversos materials per manipular i realitzar activitats que els motivin a aprendre l'idioma i el seu vocabulari, matemàtiques, ciència, idiomes estrangers i informàtica, així també com art i música. En aquest procés els nens poden aconseguir un grau de coneixement bastant alt que ajudarà en el desenvolupament per a tota la seva vida.
La creativitat i el desig d'aprendre, són dos de les habilitats més importants per a la vida. En els nens són innates i amb potencial il·limitada, el qual ha d'impulsar-se i desenvolupar des de l'educació preescolar. De totes les etapes de l'ésser humà, la infància constitueix l'etapa més important.

## Història

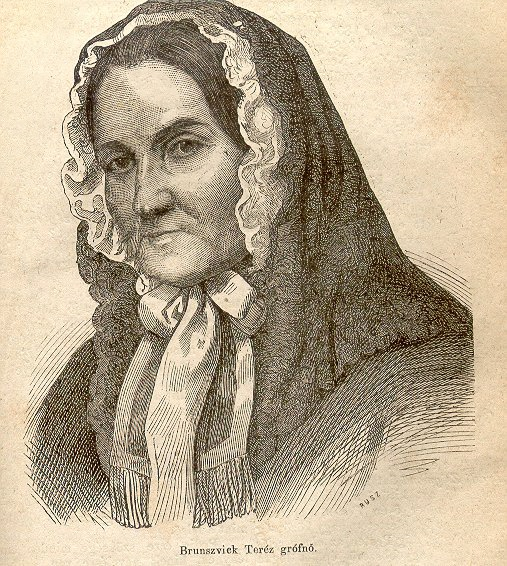
Teresa Brunszvik (1775-1861).

Els centres que acullen l'etapa d'educació infantil han rebut molts noms al llarg de la història, a causa de l'evolució que ha anat patint aquesta etapa educativa: asil, guarderia, jardí d'infància o escola bressol.
La primera escola es va crear al segle vi, al monestir de Sevilla per Sant Isidor, amb la finalitat de custodiar els infants durant unes hores al dia.
El 1640 es fundà l'asil de nens expòsits a Holanda. I en aquest mateix segle es començà un moviment a favor de la infància, encara que no es consolidà fins al segle xix.
Les primeres institucions van néixer d'una necessitat social i familiar, bé per l'atenció dels nens orfes i abandonats o bé per guardar els nens de la classe obrera mentre els seus pares treballaven. Es tractava d'institucions benèfiques, amb un elevat nombre de nens; aquests nens estaven a càrrec de dones sense preparació específica.
El 1771, Oberlin va fundar el centre “Escuela de Calceta”, on les dones que la dirigien es deien conductores. El 1881 es canvià el nom per escola de pàrvuls.
El 1816, el pedagog Robert Owen creà una escola al costat d'una fàbrica per a cuidar als fills dels treballadors a New Lanark(Escòcia). Posteriorment el següent institut del que es té registre fora d'Escòcia va ser fundat a Hongria el 27 de maig de 1828 per iniciativa de la comtessa Teresa Brunszvik (1775-1861) en la seva residència a la ciutat de Buda sota el nom de Angyalkert(«jardí àngel»). Aviat el concepte es va difondre per diverses regions del regne hongarès, tornant-se una institució popular entre les famílies de la noblesa i la classe mitjana hongaresa. En 1837, el pedagog alemany Friedrich Froebel (1782-1852) va obrir la primera institució preescolar fora d'Hongria, fundant-la a Bad Blankenburg(actual Alemanya) sota el nom d'Institució de Joc i Ocupació, la qual després de 1840 va prendre el nom de Kindergarten (en alemany: Kínder= nens; Garten = jardí, la qual cosa es tradueix llavors com a «jardí de nens»). El concepte aviat es va propagar a Alemanya i posteriorment a Anglaterra a partir de 1851 i als Estats Units en 1856.
El 1838 Montesinos va crear la primera escola de pàrvuls, on els mestres eren “mestres parvulistes”.
A Espanya, sobretot a Andalusia, es formaren les escoles de “ La maestra amiga” o “Escuela de Perrilla”. Consistia en una dona que cuidava els fills de les veïnes mentre elles treballaven.
El 1888, el padre Andrés Manjón creà les escoles “d'Ave Maria” a Granada (Andalusia), on s'educaven els nens en la vida natural, el joc, l'educació sensorial, musical, artística i religiosa.
El 1879 es creà a Madrid una escola anomenada “Jardín de Infancia” dirigida per Eugenio Bartolomé, en la que es desenvolupava el mètode de Friedrich Wilhelm August Fröbel.
A Catalunya, el 1913 es crearen escoles per a nens d'entre 3 i 6 anys on s'aplicava el Mètode Montessori. Eren escoles que depenien de l'Ajuntament i de la Diputació.
El 1945 sorgia la llei d'Educació Primària, on es reconeixia la llei General d'Educació i s'establia l'Educació preescolar de caràcter voluntari fins als 6 anys en dos cicles: el jardí d'infància (2-3 anys) i l'escola de pàrvuls (4-5 anys).
Més tard la Llei Orgànica General del Sistema Educatiu va establir dos cicles, de 0 a 3 anys i de 3 a 6 anys. S'anomenaven centres d'Educació Infantil.
La formació i titulació dels professionals que s'ocupen d'aquestes edats també han patit canvis de nom: curador, puericultor, tècnic especialista en jardí d'infància i tècnic superior d'educació infantil.
En els orígens, els propòsits apuntaven a millorar les condicions d'higiene, alimentació, i cura de les mares i dels nois, a causa que l'interès pel desenvolupament psicosocial va ser molt posterior; al principi, es van desenvolupar prop dels centres urbans, ampliant-se l'oferta una vegada que la dona entra al món laboral. Així mateix, posseïa un fort caràcter benèfic o privat, sent l'acció estatal més extensiva cap al segle xx.
L'educació inicial va començar a estendre's a la regió llatinoamericana a la fi del segle xix en el marc de l'educació de la infantesa en general. Es van crear les primeres modalitats amb diverses denominacions que van ser fonamentant-se en les orientacions pedagògiques europees. S'inicia també a Amèrica Llatina, la formació de mestres especialitzades en el nivell.

## Normativa sobre les llars d'infants
Perquè un centre pugui ser considerat com a llar d'infants ha d'oferir servei a grups d'infants durant deu o més mesos l'any i l'atenció als infants ha de ser de dos o més dies a la setmana i tres o més hores al dia. Així mateix, les llars han de programar cada curs les permanències dels infants al centre i també les estratègies educatives i els objectius que es pretenen assolir.
A Catalunya el català és la llengua vehicular, encara que els infants tenen dret a rebre el primer ensenyament en la seva llengua habitual.
Titulacions dels mestres: Mestre especialista en Educació Infantil o grau equivalent, Tècnic superior en Educació Infantil o qualsevol altra titulació declarada equivalent.
Nombre d'infants per grup: S'estableix una ratio diferent depenent de l'edat dels alumnes: Grup d'infants menors d'un any: 8; Grup d'infants d'un a dos anys: 13; Grup d'infants de dos a tres anys: 20
Una Llar d'infants rural és la que està ubicada en un nucli de població que tingui menys de 2.500 habitants. La llar d'infants pot estar ubicada en diversos municipis o nuclis de població.

### Espais i instal·lacions
Els espais i instal·lacions no es poden utilitzar per a activitats diferents que no estiguin destinades a l'atenció dels infants de 0-3 anys.
Han de disposar d'accés independent des d'un espai públic i com a mínim dels següents espais i instal·lacions: 
1. Mínim d'una sala per cada grup d'edat. Excepcions de dues sales a l'article 15.3.
  1. Cada sala ha de tenir un mínim de 2 m² per cada infant.
  2. Les sales per a infants menors de 2 anys han de tenir àrees diferenciades per a atendre el descans i la higiene. Els serveis han de ser visibles i accessibles des de l'aula i amb un mínim de dos lavabos i dos inodors.
2. Cuina o espai destinat a la preparació d'aliments diferenciat.
3. Pati d'esbarjo a l'aire lliure que respecti els 2 m² per infant. S'ha de tenir en compte que poden ser utilitzats alhora, així que el mínim destinat al pati ha de ser de 75 m².
4. Sala addicional o usos múltiples de mínim 30 m².
5. 10 metres quadrats per a la sala d'administració i coordinació. Si hi ha més de 7 unitats han de disposar de dues sales.
6. Cambra higiènica per als treballadors amb un lavabo, un inodor i una dutxa separada dels espais que utilitzen els infants.

En llars ubicades en nuclis aïllats, amb menys de 2500 habitants, la superfície de les aules és de mínim 20 m² i 50 m² de pati. No es requerirà una sala per a grup d'edat ni la sala addicional o d'usos múltiples quan només hi hagi 1 o 2 grups d'infants.

## Diferències de gènere a l'educació preescolar
Els establiments d'educació són espais de socialització dels rols de gènere en molts nivells. La labor del docent a càrrec d'un grup de nens i nenes és de summa importància en com aquests sociabilitzen en els establiments educatius: els estereotips que es transformen en prejudicis i generen problemes dins de la sala, els quals poden afectar la manera en com els i les educadores interactuen a l'aula amb nens i nenes, afectant l'acompliment i la determinació a futur d'ells i elles. (Mineduc, 2018)
Una de les principals característiques que hi ha a l'educació preescolar és la gairebé nul·la participació de l'home com a docent ja que a ell se li sol donar la labor de director. Marina Subirats la qual és una important sociòloga catalana especialitzada en gènere diu respecte a això: “en els primers nivells de l'ensenyament predominen les dones, de vegades en proporcions superiors al 90 % del professorat, especialment quan es tracta de l'etapa preescolar, 0-6. Però fins i tot en aquesta etapa, si hi ha algun home al centre sol assumir el càrrec de director.”
La predominança de la dona com a docent en els primers anys d'educació dels menors es deu al fet que es busca una imatge materna en qual es puguin recolzar i es puguin sentir millor.
El que ens deixa demostrat l'alt nivell d'androcentrisme que es dona des dels primers passos educatius del menor, androcentrisme que igualment es pot veure als espais comuns de les escoles donat al fet que la majoria de vegades aquests espais solen ser fets per a homes com per exemple posant pistes de futbol o de basquetbol mentre que les nenes queden relegades a l'espai que l'home no ocupa, convertint-se en un rol de suport el qual no posseeix espai propi provocant a paraules de Subirats "aprenen ràpidament la seva “no lloc” a l'espai públic” .
Un altre exemple de com es fan distincions des de l'educació preescolar, és al moment de jugar, ja que a les mateixes aules que posseeixen joguines existeixen separacions per a nens i nenes, als nens donant-los de joguines cusis relacionades al futbol o d'actuacions, mentre que a les nenes els donen nines o articles de cuina perquè puguin jugar, delimitant inconscientment als nens i al que vulguin fer ja en ser vist jugant amb alguna cosa que no correspon al seu sexe segons les idees de l'escola, aquests seran cridats d'atenció o en alguns casos li avisessin als seus pares. Armant a poc a poc els rols de gènere que es presentessin amb molta major força al moment que comencin a créixer.
Amb tot això dit, hauria de deixar d'haver-hi tals diferències sobretot a l'educació preescolar on els afectats per tot això són al cap i a la fi els nens i nenes, els quals des de petits, la societat comença a inculcar-li que han de ser i com han d'actuar, no deixant que es desenvolupin lliurement, sempre marcant els ja esmentats rols de gènere, marcant que ha de fer cada sexe o sinó seran mal vists i jutjats per la qual cosa moltes vegades creen problemes a aquests mateixos menors al moment de créixer i enfrontar el món dels adults.

## Previsions amb relació a l'educació infantil
Amb la Llei Orgànica d'Educació es torna a considerar l'Educació Infantil com una etapa educativa de 0 a 6 anys. El caràcter educatiu de cada cicle es recollirà pels centres en una proposta pedagògica. També s'obre la possibilitat d'oferir únicament 1 o 2 unitats de primer cicle. La Llei Orgànica 2/2006 d'Educació (LOI), recollia en l'Article 12 els principis generals de l'Educació Infantil.
1. L'educació infantil constitueix l'etapa educativa amb identitat pròpia que atén a nenes i nens des del naixement fins als sis anys d'edat.
2. L'educació infantil té caràcter voluntari i la seva finalitat és la de contribuir al desenvolupament físic, afectiu, social i intel·lectual dels nens.
3. A fi de respectar la responsabilitat fonamental de les mares i pares o tutors en aquesta etapa, els centres d'educació infantil cooperaran estretament amb ells.
S'estructura en dos cicles educatius de tres cursos acadèmics cadascun, que es denominen:
- Primer cicle (0 a 3 anys).
- Segon cicle (3 a 6 anys).

El Reial decret 1630/2006 de 29 de desembre que estableix els ensenyaments mínims, completa que en tots dos cicles s'atendrà al desenvolupament afectiu, al moviment, als hàbits de control corporal, a les manifestacions de la comunicació i llenguatge, a les pautes elementals de convivència i relació social, també al descobriment de les característiques físiques i socials del medi en el qual es desembolica. A més es facilitarà que els nens i nenes elaborin una imatge de si mateixos positiva i equilibrada i adquireixin autonomia personal.